# Tortyra ignita
Tortyra ignita là một loài bướm đêm thuộc họ Choreutidae. Nó được tìm thấy ở Cuba.